# 無腸動物
無腸動物(むちょうどうぶつ、Acoelomorpha)は、プラヌラに似た特徴を持つ動物の分類群。従来は扁形動物門渦虫綱に分類されていたが、1985年にUlrich Ehlersによって無腸目Acoelaと皮中神経目Nemertodermatidaを含む分類群として設立され、2004年にJaume BaguñàとMarta Riutortによって左右相称動物の新しい門として分離された。さらに珍渦虫と近縁とする説も有力である。その場合、無腸動物亜門または無腸綱として、珍無腸動物門Xenacoelomorphaの下位に置かれる。2011年の研究では珍渦虫とともに新口動物の一群と考えられているが、2007年の研究では無腸動物は側系統群であり、無腸類と皮中神経類は左右相称動物の基部系統として別々に分岐したとされ、2016年には珍無腸動物全体が左右相称動物から初期に分岐したとする説も提唱されている。
ほぼ全て海産で、堆積物の粒の間に住む間隙性のもの、プランクトンのように泳ぐもの、藻類の上を這い回るものなどがある。平衡胞（平衡感覚をつかさどる器官）を有し、無腸類は1個、皮中神経類は2個の平衡石を持つ。これは恐らく重力の方向に対して体を定位するのに役立っている。その体が柔らかいことによって、分類が困難となっている。

## 生体構造
非常に小さく平たい生物で、通常は2 mm以下の長さである(Symsagittifera roscoffensisは15 mm程度である)。腸は持たない。消化は、合胞体によって行われ、そこでは取りこまれた食物の周りに小胞が形成される。消化のための腔所を裏打ちする上皮細胞はないが、口から合胞体に導く短い咽喉を持つものはある。（この門に属する動物以外は、寄生性であるサナダムシなどの少数の例外を除いて、大多数の左右相称動物は上皮細胞に裏打ちされた腸を持っている）
無腸動物は多くの点で扁形動物に似ているが、腸がない以外にもより単純な構造を持っている。扁形動物と同様に循環器や呼吸器を持たないが、無腸動物はさらに排出器も欠いている。真の脳や神経節もなく、表皮の下に神経の単純なネットワークがあるだけであるが、神経の密度は動物体の後方から前方に向かって、より集中的になっている。感覚器としては平行胞があり、一部の例では非常に原始的な色素の斑点からなる単眼を持ち、光を検出することができる。
無腸動物は雌雄同体であるが、生殖腺は持たず、メスの生殖器に繋がる管もない。その代わり、間充織細胞から配偶子が生産される。

## 下位分類

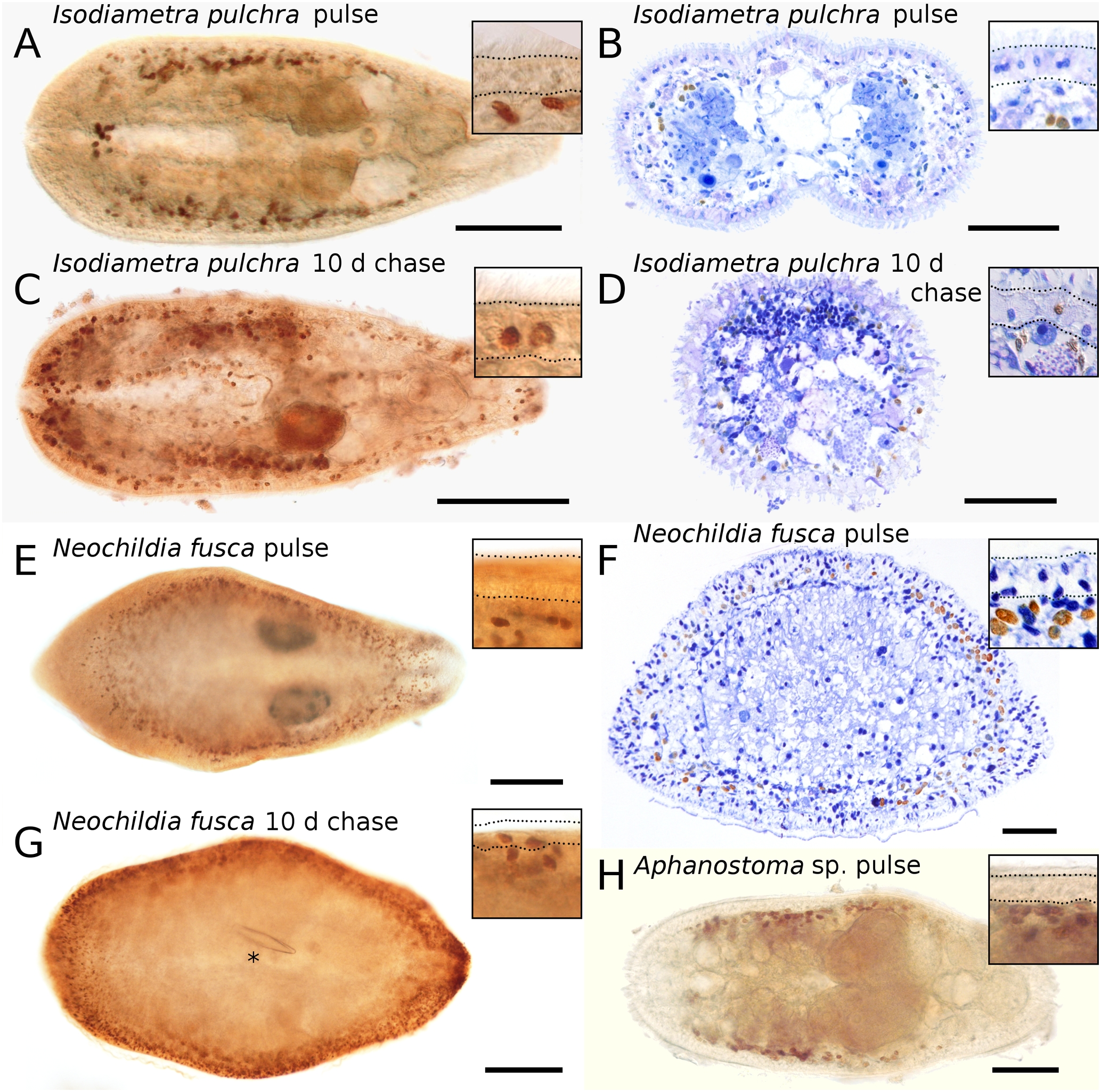
様々な無腸類。A-D: 科の、E-G: コンボルータ科の、H: 科の。

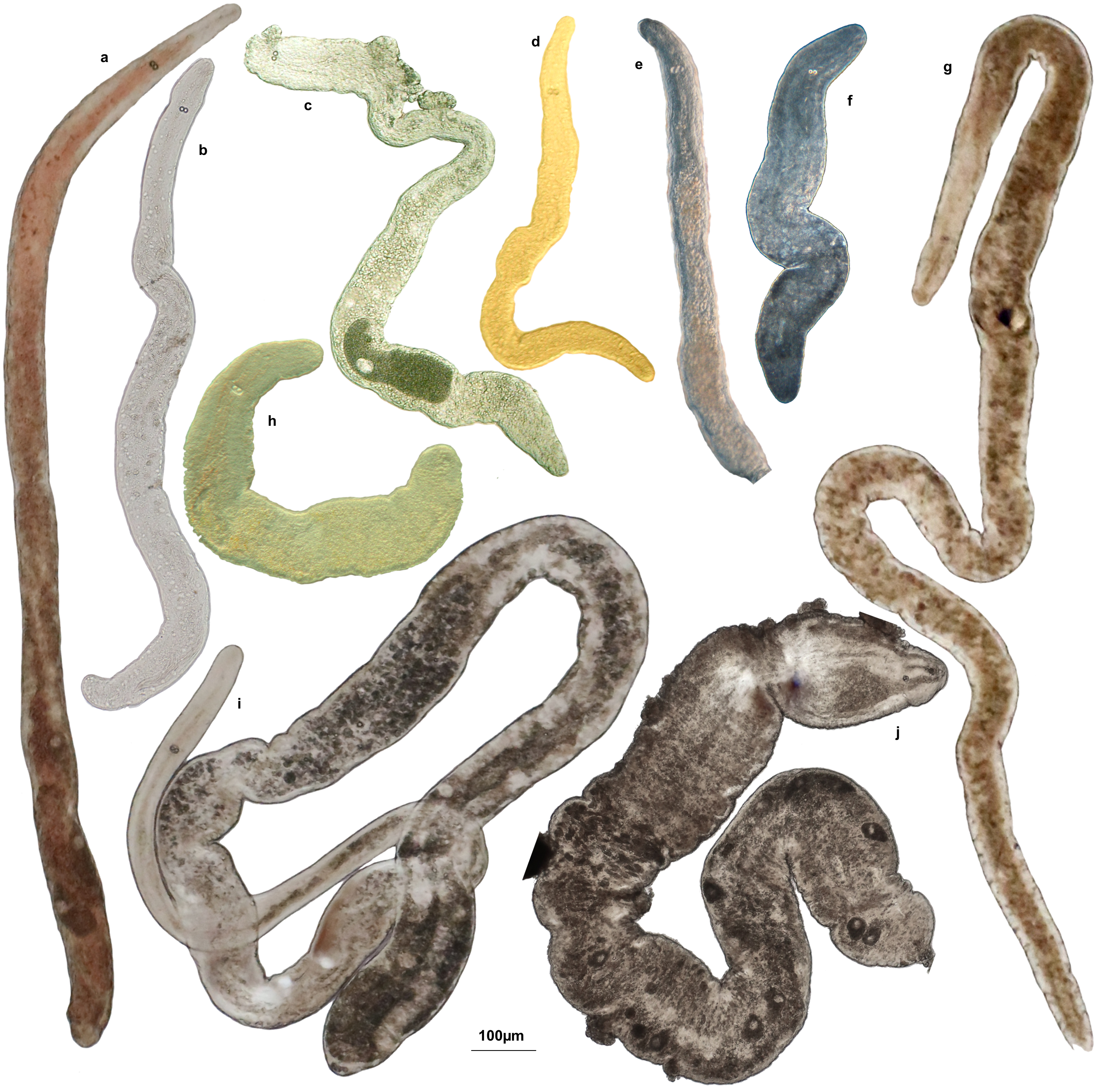
様々な皮中神経類。a:, b: S. psammicola, c: S. martindalei, d: S. ylvae, e: S. variabilis, f: S. variabilis, g:, h: S. rubra, i: N. glandulosum, j: N. wolfgangi。

無腸動物には無腸目Acoelaと皮中神経目Nemertodermatidaが含まれる。2018年現在、無腸目には約380種、皮中神経目には約10種が含まれている。
以下に科までの下位分類を示す。無腸目の分類はTyler & Schilling in Zhang (2011) による。
- 無腸動物 Acoelomorpha Ehlers, 1985
  - 無腸目 order または class Acoela Uljanin, 1870
    - family Actinoposthiidae Hooge, 2001
    - family Antigonariidae Dörjes, 1968
    - family Antroposthiidae Faubel, 1976
    - family Nadinidae Dörjes, 1968 [Myostomellidae Riedl, 1954]
    - family Taurididae Kostenko, 1989
    - family Diopisthoporidae Westblad, 1940
    - Bitesticulata Jondelius et al., 2011
      - family Paratomellidae Dörjes, 1966
      - Bursalia Jondelius et al., 2011
        - Prosopharyngida Jondelius et al., 2011
          - family Hallangiidae Westblad, 1946
          - family Hofsteniidae Bock, 1923
          - family Solenofilomorphidae Dörjes, 1968

        - Crucimusculata Jondelius et al., 2011
        - family Dakuidae Hooge, 2003
          - family Isodiametridae Hooge & Tyler, 2005
          - family Otocelididae Westblad, 1948
          - family Proporidae Graff, 1882 (Haploposthiidae Westblad, 1948およびPolycanthiidae Hooge, 2003を含む)
          - Aberrantospermata Jondelius et al., 2011
            - family Mecynostomidae Dörjes, 1968 (Childiidae Dörjes, 1968を含む)
            - コンボルータ科[16]（コンボルタ科）[9] Family Convolutidae Graff, 1905 (Anaperidae Dörjes, 1968およびSagittiferidae Kostenko & Mamkaev, 1990を含む) - ナイカイムチョウウズムシ Praesagittifera naikaiensis[16][9]、ワミノアムチョウウズムシ Waminoa litus[17]

  - 皮中神経目 order または class Nemertodermatida Karling, 1940
    - family Ascopariidae Sterrer, 1998
    - family Nemertodermatidae Steinböck, 1930

## 人間との関わり
海水魚を飼育する際に、珊瑚や、石（リビングブロック）、海藻などに紛れ込んでいる場合があり、水槽内でたびたび大発生する。地道にスポイトで吸い取るか、淡水浴を行うか、捕食する生物を入れる方法で駆除を行う。ネズッポ科の魚類やニセモチノウオ、ほかニシキツバメガイや、ベルベットウミウシなどが有効であるが、個体差があり一概には言えない。淡水浴は最も有効であるが、サンゴなども死滅する恐れがある。他の海水中からリビングブロックや砂利などを持ってくる場合は、淡水中にしばらく浸し、薬剤などで消毒すればよい。